# マインハルト (ヘッセン)
マインハルト（ドイツ語: Meinhard）は、ドイツ連邦共和国ヘッセン州ヴェラ＝マイスナー郡に属す町村（以下、本項では便宜上「町」と記述する）である。行政中心はグレーベンドルフ地区にある。

## 地理
マインハルトはヘッセン州北部のヴェラ川の谷を囲む中低山地に位置している。郡庁所在地のエシュヴェーゲから北に約3kmにあたる。町の北部にはゴーベルト山がそびえる。
マインハルト＝フリーダ近郊でフリーダ川がヴェラ川に注ぐ。この川は大雨の後には決まって激流となり、ヴェラ川の堤を浸食する。マインハルト＝イェシュテット付近で対岸から流れてきたヴェーレ川がヴェラ川に合流する。

### 隣接する市町村
マインハルトは、北東と東はフォルケローデ、プファッフシュヴェンデ、ケラ、ガイスマー（以上4町村はいずれもテューリンゲン州アイヒスフェルト郡）、南東はヴァンフリート、西はエシュヴェーゲ、北西はバート・ゾーデン＝アレンドルフと境を接する。

### 自治体の構成
自治体マインハルトは、フリーダ、グレーベンドルフ（行政中心）、ヒッツェルローデ、イェシュテット、ノイエローデ、モッツェンローデ、シュヴェプダの7地区で構成される。

## 行政

### 議会
マインハルトの町議会は23議席からなる。

### 首長
町長は、ゲルホルト・ブリル (無所属) である。

### 姉妹都市
- クルソン（フランス語版、英語版）（フランス、シャラント＝マリティーム県）
- Aldea Valle María（アルゼンチン、エントレ・リオス州）

## 文化と見所
- ヴォルフスブルンネン城
- シュヴェプダ城

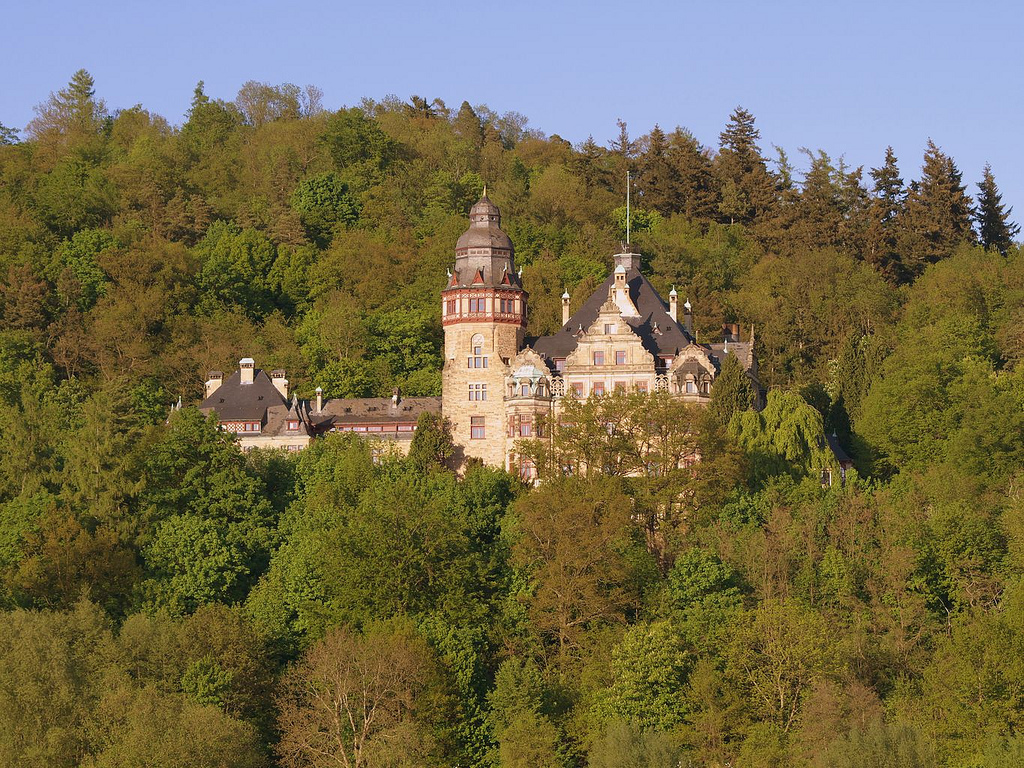
ヴォルフスブルンネン城

- 旧軍用鉄道フリーダトンネンル入口（産業記念物）
- ヴェラタール湖

## 経済と社会資本

### 産業
この町で最大の雇用主は、フリーダ地区にあるfriedola Gebr. Holzapfel GmbHである。

### 観光
シュヴェプダのゼーパークはヴェラタール湖の入口にあたる。この町をヴェラタール自転車道が通っている。ヒッツェルローデ地区は多くのハイキング客の目的地となっている。ここにはプレミアム遊歩道P4が通っている。

### 交通
町域を連邦道B249号線のエシュヴェーゲ - ミュールハウゼンの区間が通っている。
町域を軍用鉄道ライネフェルデ - トライザ区間が通っていた。シュヴェプダ駅は1945年まで、ハイリゲンシュタット - シュヴェプダ線とシュヴェプダ - ヴァルタ線（ヴェラタール鉄道）が軍用鉄道から分岐する乗換駅であった。1945年以後は西ドイツ内のエシュヴェーゲ - シュヴェプダ間と、ヴェラタール鉄道のヴァンフリート＝ヘルドラまでの区間が運行されていたが、1994年までに徐々に操業が停止され、その後軌道も撤去された。かつてのシュヴェプダ - ヴァルタ間の軌道の一部は、現在ヴェラタール自転車道として利用されている。

### 教育
グレーベンドルフ地区にマインハルト基礎課程学校がある。

## 引用
1. ↑  Hessisches Statistisches Landesamt: Bevölkerung in Hessen am 31.12.2023 (Landkreise, kreisfreie Städte und Gemeinden, Einwohnerzahlen auf Grundlage des Zensus 2011)]
2. ↑  2016年3月6日の町議会議員選挙結果